# Landwirtschaftskammer Hannover

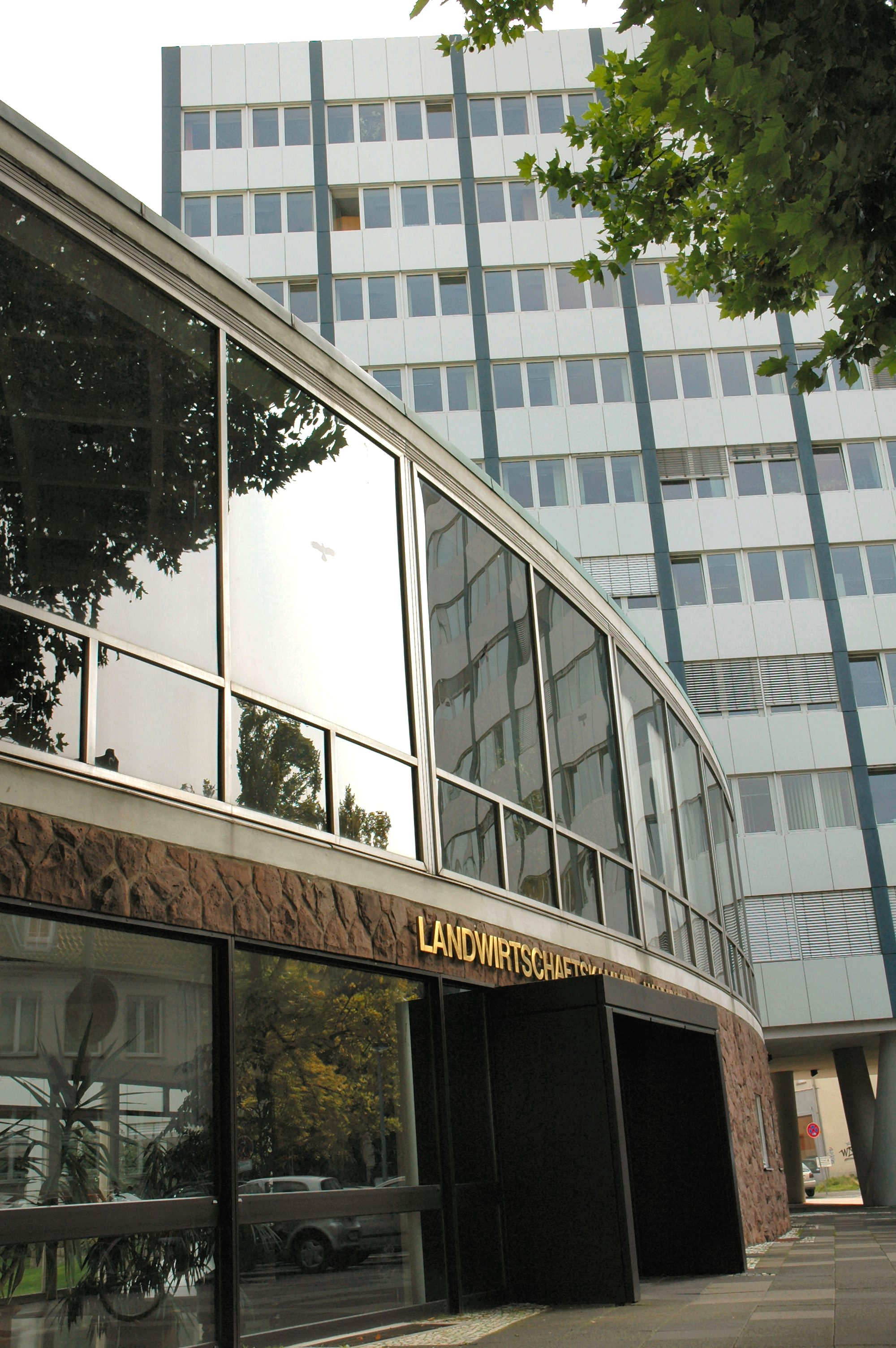
Eingang der Landwirtschaftskammer Hannover

Die Landwirtschaftskammer Hannover war zwischen 1899 und 2005 die Selbstverwaltungsorganisation der Landwirtschaft in Teilen des heutigen Landes Niedersachsen. Am 1. Januar 2006 fusionierte sie mit der Landwirtschaftskammer Weser-Ems zur Landwirtschaftskammer Niedersachsen.

## Aufschwung der Landwirtschaft im 19. Jahrhundert
Die Industrialisierung West- und Mitteleuropas hatte spätestens mit der Reichsgründung 1871 auch Deutschland erfasst. Die Zunahme der industriellen Kapazitäten und die damit einhergehende Urbanisierung brachten auch der Landwirtschaft einen Aufschwung in bis dahin unbekanntem Ausmaß. Weitere Faktoren für die Neustrukturierung der Landwirtschaft waren die Umstrukturierung des Landbesitzes ab dem  18. Jahrhundert und die Einführung der Geldwirtschaft zur Abgabenregulierung.
In der Region Hannover/Braunschweig nahm ab ca. 1880 die Produktion von Zuckerrüben sprunghaft zu. Sie boten einen günstigen Ersatz zum bis dahin importierten Zuckerrohr; die Steigerung der heimischen Produktion war sowohl dem wachsenden Bedarf als auch dem zunehmenden Einsatz von Kunstdüngern geschuldet. Die Zuckerrübenproduktion steigerte den Wohlstand der Produzenten, da diese sich oftmals auch als Anteilsinhaber der entstehenden Zuckerfabriken zu landwirtschaftlichen Unternehmern entwickelten. Weitere wichtige Produkte im niedersächsischen Raum waren die Produktion von Kartoffeln (in Geest- und Heidegebieten), Obst (Im Alten Land), Schweinemast (in der südoldenburgische Region), Rinder- und Milchviehhaltung (in Marschen und in Ostfriesland).

## Preußisches Landwirtschaftskammergesetz
Im Juni 1893 beschloss das Preußische Abgeordnetenhaus,
„die Königliche Staatsregierung zu ersuchen, die kooperative Organisation des Berufsstandes der Landwirte unter Beschaffung eines besonderen, der Natur dieses Standes entsprechenden und die ihm eigentümlichen Verhältnisse berücksichtigenden Agrarrechts vorzubereiten und den Häusern des Landtags möglichst bald dahinzielende Vorlagen zu machen.“
Bis zur Verabschiedung des entsprechenden Gesetzes sollte aufgrund des Widerstandes unterschiedlicher Interessengruppen und Parteien ein weiteres Jahr vergehen. Vornehmlicher Streitpunkt war das Wahlrecht zur Kammervertretung.

## Widerstand und Konstituierung
Nach Verabschiedung des Kammergesetzes wurden umgehend in fast allen Provinzen Preußens entsprechende Landwirtschaftskammern konstituiert; Hannover gehörte zu den drei Gebieten, in denen dies zunächst am Widerstand der Bauernschaft scheiterte.
Die ablehnende Haltung gegen die Gründung einer eigenen Landwirtschaftskammer in Hannover ist auf zwei Gründe zurückzuführen: Zum einen war Hannover erst drei Jahrzehnte vorher von Preußen annektiert worden – die Ressentiments gegen eine Regulierung durch Preußen in jedweden Belangen waren noch groß. Des Weiteren verfügte die Region Hannover zu diesem Zeitpunkt über einen recht hohen Organisationsgrad der Bauernschaft in lokalen landwirtschaftlichen Vereinen (ca. 50 % der Vollerwerbsbetriebe). Dass die Landwirtschaftskammern „... den Ruin der der Landwirtschaftlichen Vereine“ bedeuten würden, war den betroffenen Bauern durchaus bewusst. Zunehmende Geldnot der landwirtschaftlichen Vereine und der abnehmende Widerstand in den ebenfalls kammerfreien Gebieten Westfalen und der Rheinprovinz führten zum Ende der neunziger Jahre jedoch zu einem Sinneswandel. Unter Federführung des ehemaligen Kammergegners August von Rheden wurde 1898/99 eine Verfassung für eine eigene Landwirtschaftskammer entworfen, vom 17. bis 19. Januar 1899 in allen Punkten einstimmig verabschiedet und die Staatsregierung darum gebeten, eine Landwirtschaftskammer für die Provinz Hannover einzurichten.
Am 15. März 1899 unterzeichnete Wilhelm II. in Berlin die entsprechende Verordnung, die Landwirtschaftskammer Hannover war errichtet.

## Die Landwirtschaftskammer im Kaiserreich und der Weimarer Republik
Bereits im Rahmen der Gründungsversammlung am 6. Juni 1899 wurden 16 Ausschüsse gebildet, um den umfangreichen Aufgaben der neuen Landwirtschaftskammer gerecht zu werden:
- landwirtschaftliches Vereinswesen
- Wissenschaftspolitik, Volkswirtschaft Agrargesetzgebung und Versicherungswesen
- Genossenschaftswesen
- Pferdezucht
- Rinderviehzucht und Molkereiwesen
- Schweinezucht
- Geflügelzucht
- Fischzucht
- Obst- und Gartenbau
- Acker-, Moor- und Wiesenkultur
- Forst- und Jagdangelegenheiten
- landwirtschaftliche Industrie
- Zeitungswesen
- Seuchen- und Tierkrankheiten
- Arbeiterwesen
- landwirtschaftliches Berichtswesen[10]

Die Vielfalt dieser bereits zu Beginn gegründeten Ausschüsse, die sich in weiten Teilen aus gewählten Mitgliedern zusammensetzten, zeigt die umfassende Ausrichtung der Landwirtschaftskammer auf. Neben der Wahrung hoheitlicher Interessen wurden nicht nur marktwirtschaftliche Aspekte der Landwirtschaft berücksichtigt, sondern auch Nachwuchs- und Öffentlichkeitsarbeit.
Viele der heute noch bestehenden Strukturen der Landwirtschaftskammer Niedersachsen gehen auf die Gründungsjahre der Landwirtschaftskammer Hannover zurück. Neben diversen Lehr- und Versuchsanstalten wie derjenigen für Rinderzucht und Milchviehhaltung in Echem wurzelt auch die Zusammenarbeit mit anderen landwirtschaftlichen Vereinigungen, wie dem Landfrauenbund und die enge Zusammenarbeit der Landwirtschaftskammer und den Landwirten bei Sortenversuchen im Pflanzen- und Gartenbau in dieser Zeit.

## Eingliederung in den Reichsnährstand
Mit den letzten freien Kammerwahlen am 3. Januar 1932 gelang es der NSDAP, 26 der 36 neu zu besetzenden Kammersitze zu erringen. Damit verfügten die Nationalsozialisten bereits vor den Reichstagswahlen im Januar 1933 bereits über eine starke Machtbasis innerhalb der Kammer, die Wahl des NSDAP-Mitglieds Hartwig von Rheden zum Vizepräsidenten im Februar 1932 war die daraus folgende Konsequenz.
Nach der Machtergreifung wurden alle preußischen Landwirtschaftskammern mit Wirkung vom 28. Juni 1933 aufgelöst und die Organisationsstrukturen in den Reichsnährstand überführt. Im Gegensatz zur vorherigen Organisationsstruktur stellte der Reichsnährstand kein Instrument der Selbstverwaltung dar. Unter dem „Reichsbauernführer“ Walther Darré fand eine vollständige Umstrukturierung statt, Hartwig von Rheden stieg vom Vizepräsidenten der Landwirtschaftskammer zum Landesbauernführer auf. Der bisherige Präsident der Landwirtschaftskammer, Gregor von Reden, trat am 3. Juli 1933 von allen Ämtern zurück.
Als Teil der von den Nationalsozialisten geplanten und durchgeführten Rüstungspolitik wurde der gesamte Reichsnährstand bereits ab 1933 auf die aggressive Kriegspolitik ausgerichtet. In Bezug auf die Landwirtschaft bedeutete dies neben dem Verlust der Selbstbestimmung die Teilnahme an der „Ernteschlacht“, um die ernährungspolitische Autonomie des Deutschen Reiches zu sichern.

## Nachkriegszeit bis 1954

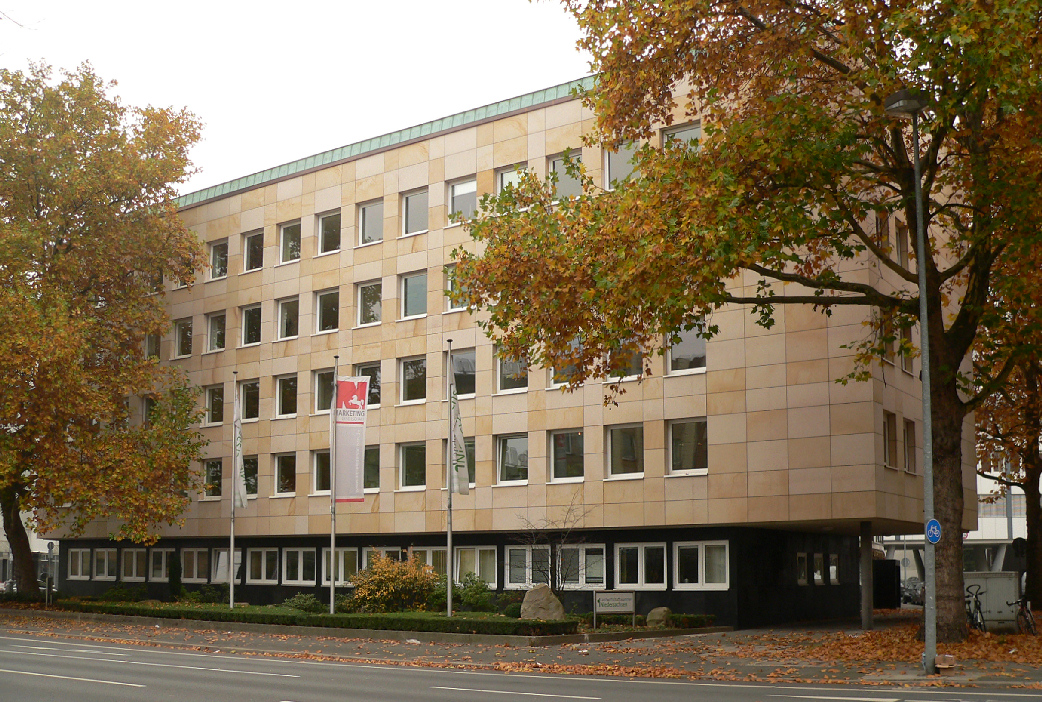
Gebäudefront der Landwirtschaftskammer Hannover zum Schiffgraben

Nach dem Zweiten Weltkrieg war die Ernährungslage in den ersten Jahren der Nachkriegszeit in Deutschland desolat. Durch die starke Zuwanderung von Flüchtlingen und Heimatvertriebenen aus ehemals deutschen Gebieten, den strengen Winter 1946/47 und die Dürre im Jahr 1947 bestand ein erheblicher Mangel an in Deutschland erzeugten Nahrungsmitteln. Da sich der autoritär geprägte Reichsnährstand als durchaus effiziente Verwaltungsstruktur auch während der Kriegsjahre bewährt hatte, ließen die alliierten Siegermächte diesen zunächst von der Struktur her bestehen, obwohl dies ihrer Zielsetzung der Demokratisierung aller Verwaltungsstrukturen zuwiderlief. Als erster Landesbauernführer wurde der 1933 zurückgetretene Kammerpräsident Georg von Reden ernannt.
Am 21. Januar 1948 wurde der Reichsnährstand aufgelöst, die Selbstorganisation der Landwirtschaft in der Region Hannover übernahm die Vorläufige Landwirtschaftskammer mit 138 Mitgliedern unter der Präsidentschaft von Edmund Rehwinkel. Vornehmliche Ziele der neuen Organisation waren die Förderung und Sicherung der landwirtschaftlichen Erzeugung und die Ausbildung des Nachwuchses.

## Das niedersächsische Landwirtschaftskammergesetz
Mit der Verabschiedung des niedersächsischen Landwirtschaftskammergesetzes vom 9. Juli 1954 wurden die Landwirtschaftskammern von Hannover und Weser-Ems wieder zu Selbstverwaltungskörperschaften des öffentlichen Rechts. Vornehmliche Aufgabe der neuen Kammern war es seitdem, „... im Einklang mit den Interessen der Allgemeinheit die Landwirtschaft und die Gesamtheit der in der Landwirtschaft tätigen Personen in fachlicher Hinsicht zu fördern und ihre fachlichen Belange wahrzunehmen.“

## Bau- und Kunstgeschichte seit den 1960er Jahren

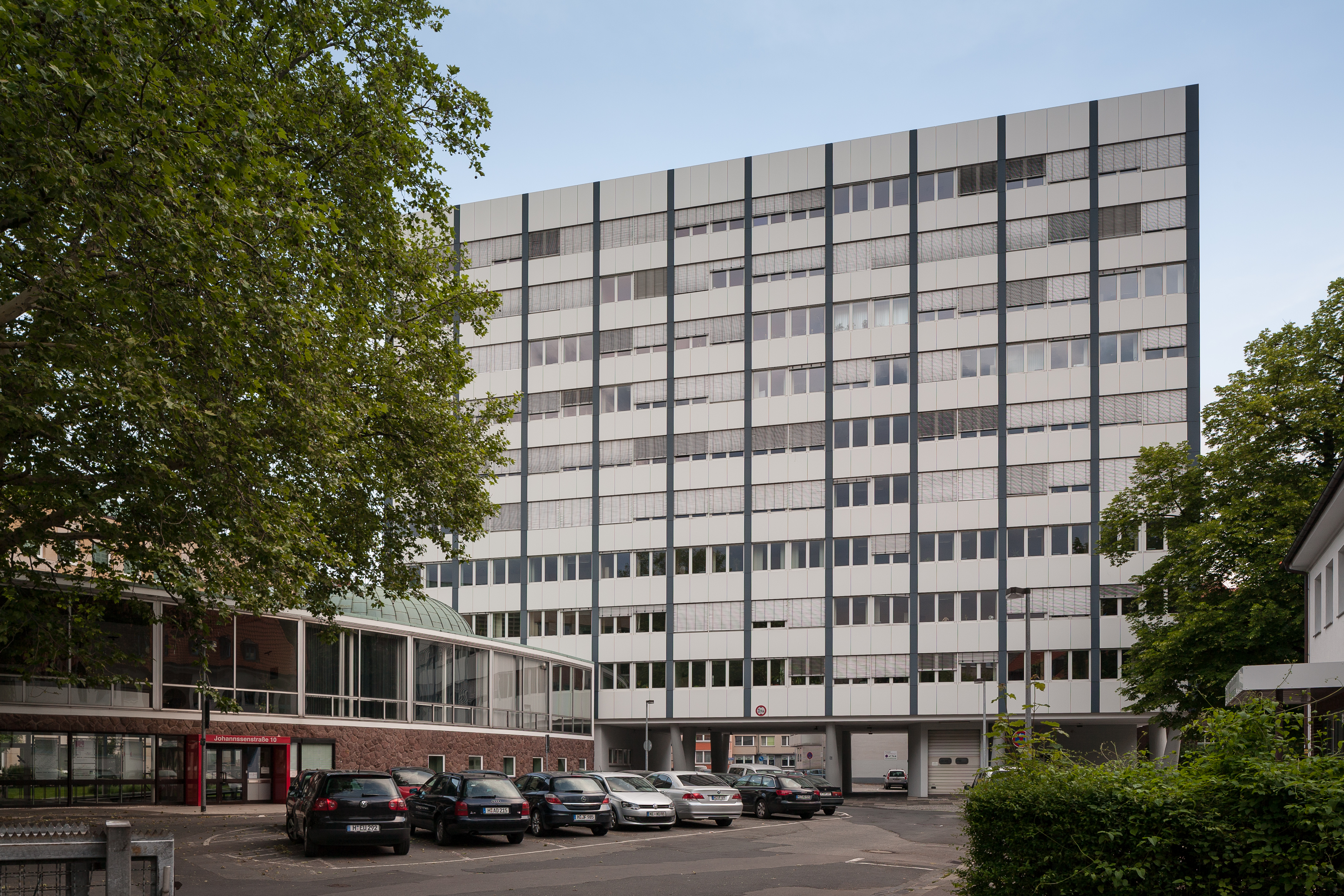
Gebäudekomplex der Landwirtschaftskammer Hannover in der Johannssenstraße 10, 2014

In den Jahren von 1959 bis 1961 errichtete der Architekt Paul Wolters den Neubau am Schiffgraben Ecke Lavesstraße.

## Präsidenten  und Direktoren
Die Vorsitzenden und Präsidenten der Landwirtschaftskammer Hannover:
| 1899–1907            | August von Rheden               |
| 1907–1917            | Gebhard Freiherr von Marenholtz |
| 1917–1920            | August von Frese                |
| 1921–1933, 1945–1946 | Georg von Reden                 |
| 1946–1949            | Friedel Zeddies                 |
| 1949–1964            | Edmund Rehwinkel                |
| 1964–1982            | Walter Blume                    |
| 1982–1991            | Heinrich Stadler                |
| 1991–1999            | Klaus-Jürgen Hacke              |
| 2000–2005            | Fritz Stegen                    |

Die Direktoren der Landwirtschaftskammer Hannover:

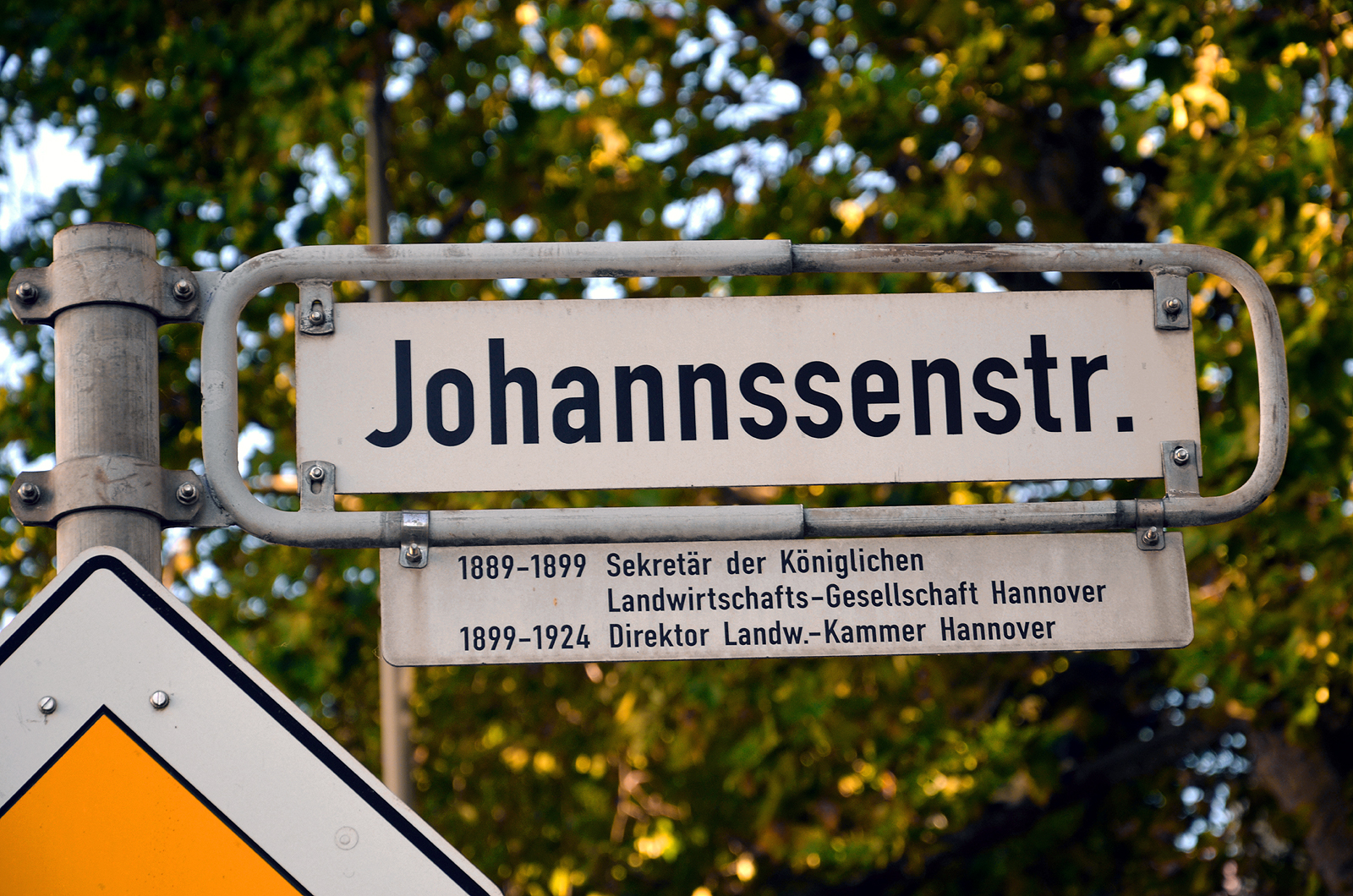
Straßenschild Johannssenstraße mit gesonderter Legendentafel für Peter Jacob Johannssen am Schiffgraben

| 1899–1924 | Peter Johannssen      |
| 1948–1960 | Wilhelm Körner        |
| 1961–1974 | Erhard Fischer        |
| 1974–1991 | Gerhard Stumpenhausen |
| 1991–2006 | Bernd-Udo Hahn        |